# Château du Rieutort
Pour les articles homonymes, voir Rieutort.

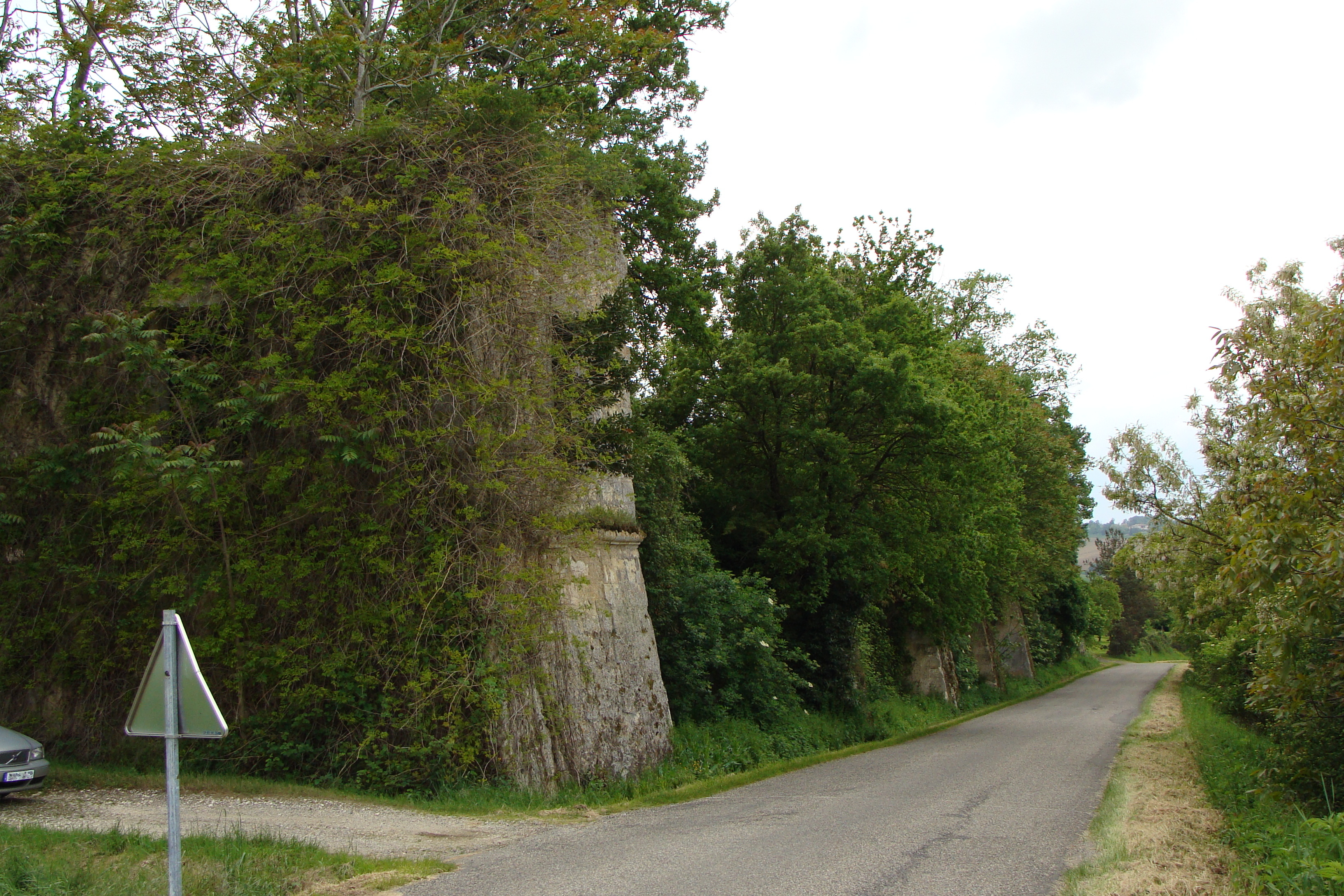
Vestiges de la tour du château féodal de Roquelaure.

Le château du Rieutort est une chartreuse du XVIIe siècle construite par le maréchal Antoine de Roquelaure dans la commune gasconne de Roquelaure. Actuellement propriété privée, l'édifice est partiellement inscrit à l'inventaire des monuments historiques.

## Historique
Le maréchal Antoine de Roquelaure, souhaitant recevoir agréablement lors de ses séjours en Gascogne et soucieux de plaire à sa seconde et jeune épouse Susanne de Bassabat, pour laquelle il réhabilitera également le château de Lavardens, envisage la construction d'une demeure seigneuriale moins austère que le vieux château féodal de Roquelaure. Il commence, en 1620, par la réalisation de vastes écuries destinées à l'élevage de ses chevaux. Il n'aura pas le temps de mettre la totalité de son projet à exécution : il meurt en 1625 dans le château des comtes d'Armagnac à Lectoure,. 
Son fils Gaston-Jean-Baptiste de Roquelaure poursuit et termine la construction des bâtiments et la création des jardins de Rieutort entre 1642 et 1650 en même temps que Roquelaure devient duché-pairie. Mort en 1683, il est enterré avec ses ancêtres dans le chœur de l'église de Roquelaure. Il avait hérité ou fait l'acquisition d'une quantité de terres, de domaines, de fiefs et de villages : le comté de Gaure, le comté d'Astarac, la baronnie de Montesquiou, Gaudoux, Longard, Sainte-Christie, Mirepoix, Roquefort, Préchac, Saint-Avit, Duran, Lavardens, Biran, Monbert, Le Brouilh. Ces possessions, faisant de lui le plus puissant des seigneurs gascons, sont apportées à la maison de Rohan par le mariage avec le duc de Rohan-Chabot, en 1708, de sa petite-fille, Françoise, fille d'Antoine-Gaston, dernier duc de Roquelaure,. 
En 1757, les Rohan cèdent les terres de Roquelaure et le château du Rieutort au marquis de Mirabeau qui le revend au roi pour son haras en 1761. Lorsque Louis XV décide, en 1772, de supprimer le haras, le duché de Roquelaure est acquis par Guillaume Dubarry qui s'y exile à la suite de son mariage blanc avec la fameuse comtesse puis l'échange, contre le château de Reynerie, avec le conseiller au Parlement de Toulouse, Pierre-Marie Emmanuel de Reversat de Célès de Marsac, guillotiné en 1794. Après le démembrement des terres de Roquelaure qui fait suite à la Révolution, le château du Rieutort devient la propriété des familles Gèze en 1860, puis Duffaut en 1870,, et enfin de Montal depuis la fin du XIXe siècle,.

## Architecture
Antithèse de la vieille forteresse du château de Roquelaure qui était bâti au centre du village, sur un plateau élevé et exigu, enfermé dans plusieurs enceintes de remparts, le château de Rieutort est construit dans les vastes prairies verdoyantes le long du Gers, à l'écart du bourg et du château féodal abandonné,. 
Les vastes bâtiments sans étage sont conçus selon un plan encore assez peu répandu, les constructions de l'époque et de la région comportant encore couramment des parties fortifiées rappelant les châteaux gascons des siècles précédents. Rieutort est une chartreuse répondant à la définition de la « maison de maître » périgourdine qu'en donne Jean-Marie Bélingard : « bâtie entre 1650 et 1850 environ, à simple rez-de-chaussée, fortement barlongue, comportant des éléments architecturaux extérieurs et une finition intérieure tranchant sur l'ordinaire, et manifestant un certain art de vivre » mais proche aussi de la cascina a corte lombarde par sa structure quadrangulaire construite autour d'une cour. L'entrée principale, ouverte au couchant, du côté du village, donne en effet sur une grande cour carrée. Le bâtiment d'habitation occupe l'aile est face à l'entrée. À l'ouest, au nord et au sud sont répartis des communs, des écuries et des caves voûtées. L'édifice présente une belle ordonnance avec les plans d'eau, les allées, les bosquets et les prés alentour, indissociables de l'ensemble,. 
Pierre Levesville qui travaille en 1620 à la construction de nouveaux bâtiments du château de Lavardens pour Antoine de Roquelaure pourrait selon certains historiens être aussi l'un des architectes du château du Rieutort car on voit sa signature comme témoin sur un contrat. Les fontaines et pièces d'eau sont l'œuvre du maître fontainier gascon Jacques Reilhes.

## Patrimoine
Le château du Rieutort est partiellement inscrit à l'inventaire des monuments historiques. La protection définie par arrêté du 28 décembre 1967 concerne les façades et les toitures du château et des communs. Le domaine est une propriété privée au centre d'une exploitation agricole. L'extérieur est parfois accessible à la visite lors des Journées européennes du patrimoine.